# Puente Viesgo
Puente Viesgo is een gemeente in de Spaanse provincie Cantabrië in de regio Cantabrië met een oppervlakte van 36 km². Puente Viesgo telt 2.877 inwoners (1 januari 2016).
Het is een dorp aan de voet van de Monte Castillo. Hier bevinden zich grotten met prehistorische tekeningen. In de grot van El Castillo kan de bezoeker de originele afbeeldingen bekijken.

## Demografische ontwikkeling
Bron: INE; 1857-2011: volkstellingen